# White Horse Hill

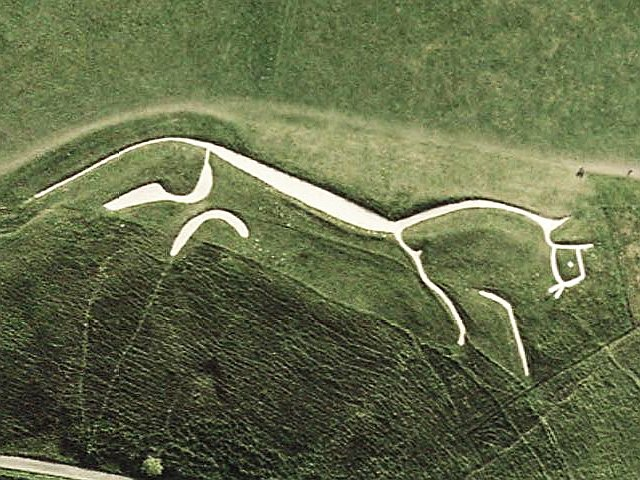
Luftbild des Uffington White Horse

White Horse Hill ist ein Hügel in Oxfordshire (Distrikt Vale of White Horse). Das Uffington White Horse auf der Seite gilt als das älteste Scharrbild in England. Es handelt sich um das stilisierte Bild eines Pferdes, das in die Vegetation geschnitten und in den Boden gescharrt wurde. Dadurch wird die darunter liegende Kreide sichtbar. Die Umrisse werden von drei Meter breiten, 60 bis 90 Zentimeter tiefen Gräben gebildet. Die Pferdefigur hat die Ausmaße von 107 × 37 m. Sowohl die Position als auch die Form des Pferdes haben sich über die Jahrtausende kaum verändert, nur die Linien sind ein wenig dünner geworden.

## Alter
Das Alter des Scharrbildes ist umstritten. Traditionell wurde es mit den angelsächsischen Invasoren Britanniens im 5. Jahrhundert in Verbindung gebracht. Die Namen ihrer legendären, halbmythischen Anführer Hengest und Horsa bedeuten nämlich „Hengst“ und „Pferd“. Laut einer anderen Überlieferung wurde es sogar erst im 9. Jahrhundert zur Erinnerung an den Sieg König Alfreds des Großen über die Dänen geschaffen. Spätere Forscher hielten das Uffington-Pferd jedoch für wesentlich älter. So deutete man es als eine etwa 2000–3000 Jahre alte Darstellung der keltischen Göttin Epona, der Beschützerin der Pferde. Neuere Messungen datieren das Uffington-Pferd in die frühe Eisen- oder gar in die späte Bronzezeit, eine Zeit, in die auch das in Sichtweite liegende Uffington Castle datiert wird. 
Der Ort war jedoch bereits um 3600 vor Christus besiedelt. Spuren eines Massakers am Ort wurden im Jahre 2007 auf jene Zeit datiert.
Uffington Castle und Uffington White Horse liegen direkt oberhalb der Altstraße „The Ridgeway“. Heute datieren Archäologen das Bild ungefähr auf die späte Bronzezeit (1000 bis 700 v. Chr.) oder die Eisenzeit (800 bis 100 v. Chr.). Erste Erwähnungen des Scharrbilds finden sich in Schriftstücken aus dem 12. Jahrhundert.
Andere Scharrbilder von weißen Pferden auf den Hügeln Südenglands gelten jedoch als sehr viel jünger. Die Mehrzahl von ihnen werden als späte Nachahmungen des Uffington-Pferdes aus dem 18. und 19. Jahrhundert angesehen.

## Bedeutung
Während des 19. Jahrhunderts wuchs die Figur des Uffington-Pferdes fast zu, wird aber heute gepflegt von English Heritage – einer staatlichen, dem deutschen Denkmalschutz vergleichbaren Organisation.
Ab dem 12. Jahrhundert wurde das White Horse zu den „Wundern von England“ gezählt. Das Pferd ist nur aus der Luft vollständig zu erkennen.
In der Diskussion um frühe Belege für das germanische Sachsenross wurde das White Horse angeführt. Es lässt sich jedoch nicht als vorheraldische Verwendung dieses Stammessymbols verwenden.
Im Juni 2010 wurde das bronzezeitliche Uffington White Horse durch lila Farbe beschädigt. In unmittelbarer Nähe wurde ein Transparent der Interessengruppe Fathers 4 Justice entdeckt. Sprecher der New Fathers 4 Justice wie auch der Real Fathers 4 Justice distanzierten sich allerdings von der Tat.

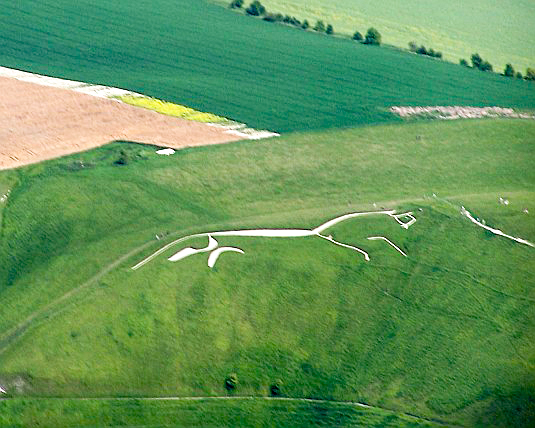
Luftbild des „White Horse“
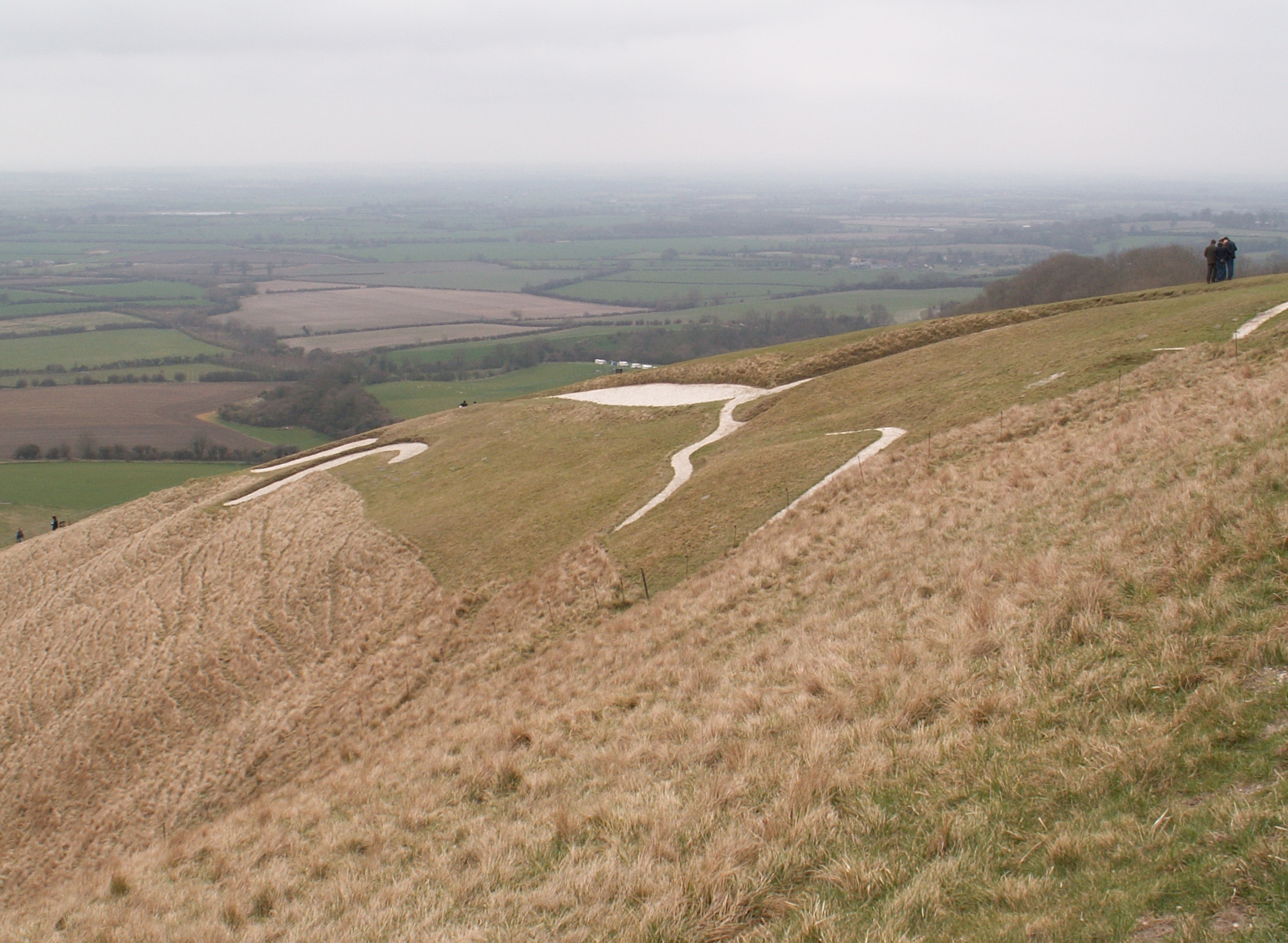
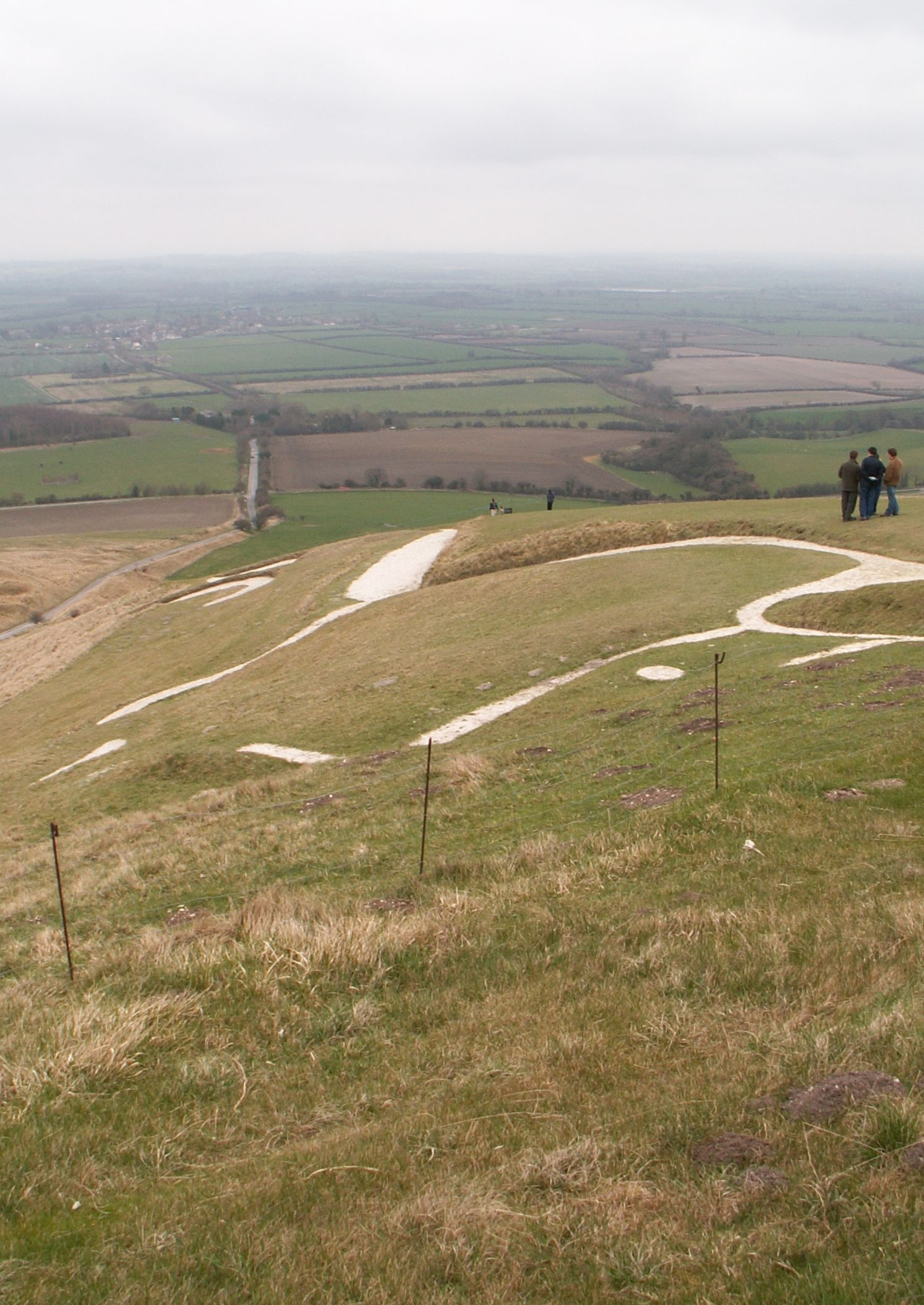
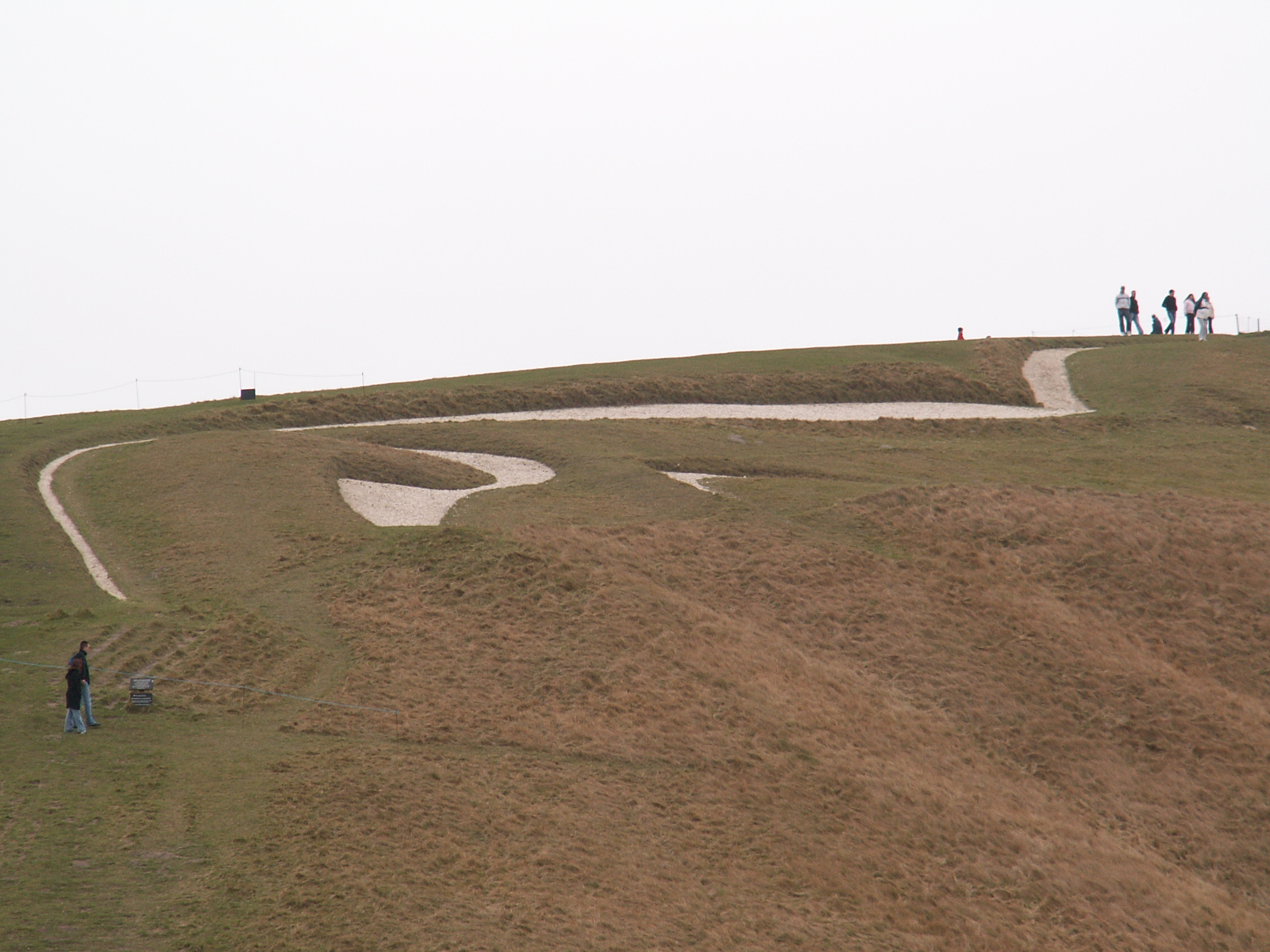

## Literarische Bearbeitung
Rosemary Sutcliff erzählt in ihrem 1977 erschienenen Jugendroman Lubrin und das Sonnenpferd (im Original Sun Horse, Moon Horse) eine fiktive Entstehungsgeschichte des Weißen Pferdes von Uffington. Sie gibt in ihrem Buch keine Datierung an und erzählt die Erschaffung des Pferdes auf dem Hintergrund einer nicht belegten Vertreibung der Icener durch die Atrebaten aus einer Festung. Der Häuptlingssohn der Icener ist in dieser Geschichte der Künstler, der das Pferd entwirft und mit seiner Gestaltung die Freiheit seines Volkes erkauft.
Auch ist das Weiße Pferd in Form eines Scharrbildes auf Kreide ein von Terry Pratchett in seinen Scheibenweltromanen verwendetes Motiv.

## Filmische Bearbeitung
Der Mondschimmel (Originaltitel: The Moon Stallion) ist eine britische Fernseh-Miniserie von Regisseurin Dorothea Brooking aus dem Jahr 1978 mit James Greene, Sarah Sutton, Caroline Goodall und David Haig in den Hauptrollen, die vom 15. November 1978 bis zum 20. Dezember in jeweils 6 Episoden zu je 25 Minuten in der BBC1 in England ausgestrahlt wurde.

## Dragon Hill
In der Nähe des White Horse Hills ist der Dragon Hill. Der Sage nach hat hier der Heilige Georg den Drachen erschlagen. Der Dragon Hill ist ein natürlicher Kreidehügel, dessen Spitze von Menschen abgeflacht wurde. Die kahle Stelle an der Oberseite soll die Form des toten Drachen widerspiegeln. Diese Sage geht darauf zurück, dass die Angelsachsen das stilisierte Pferd für einen Drachen hielten.

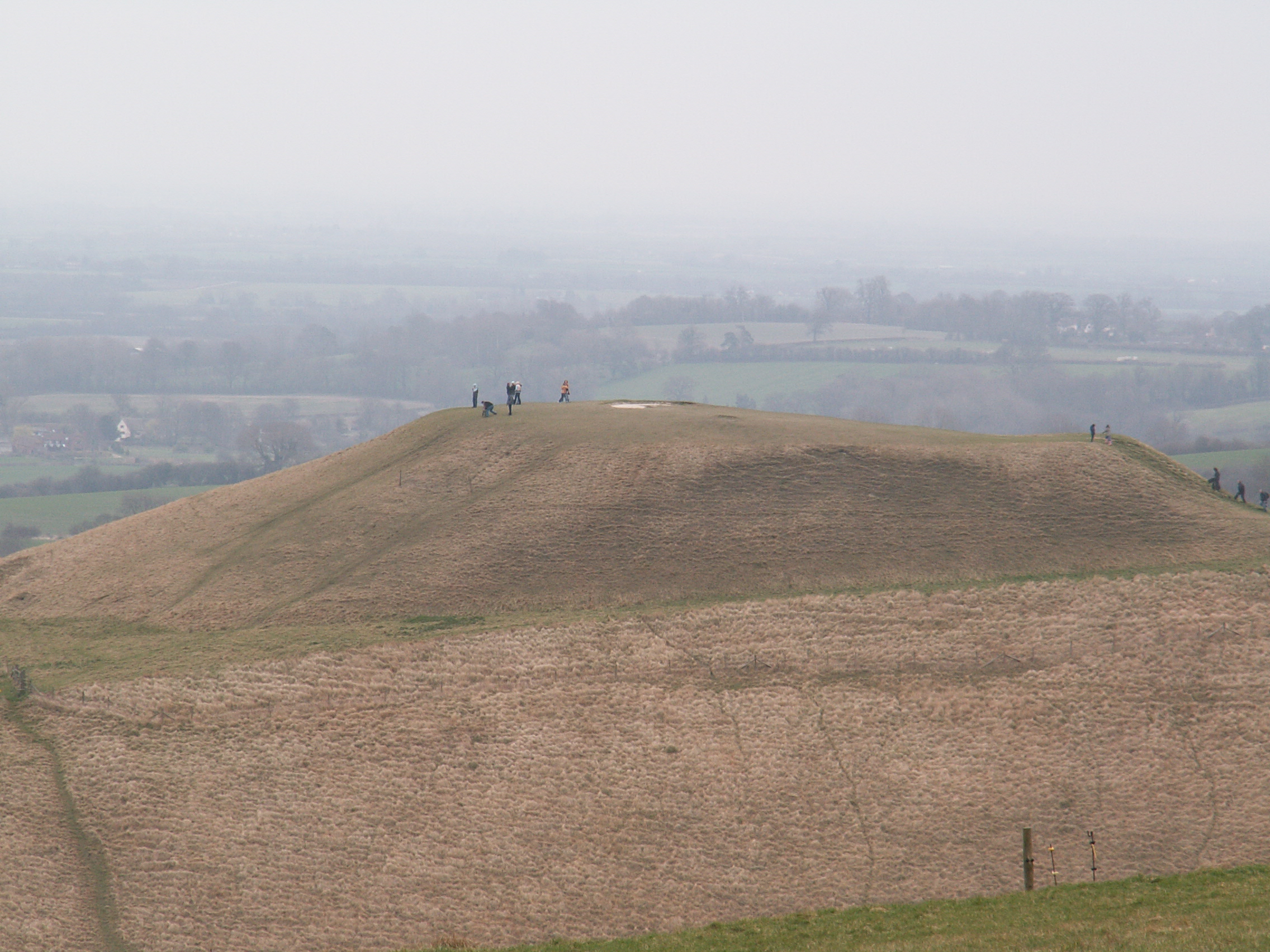
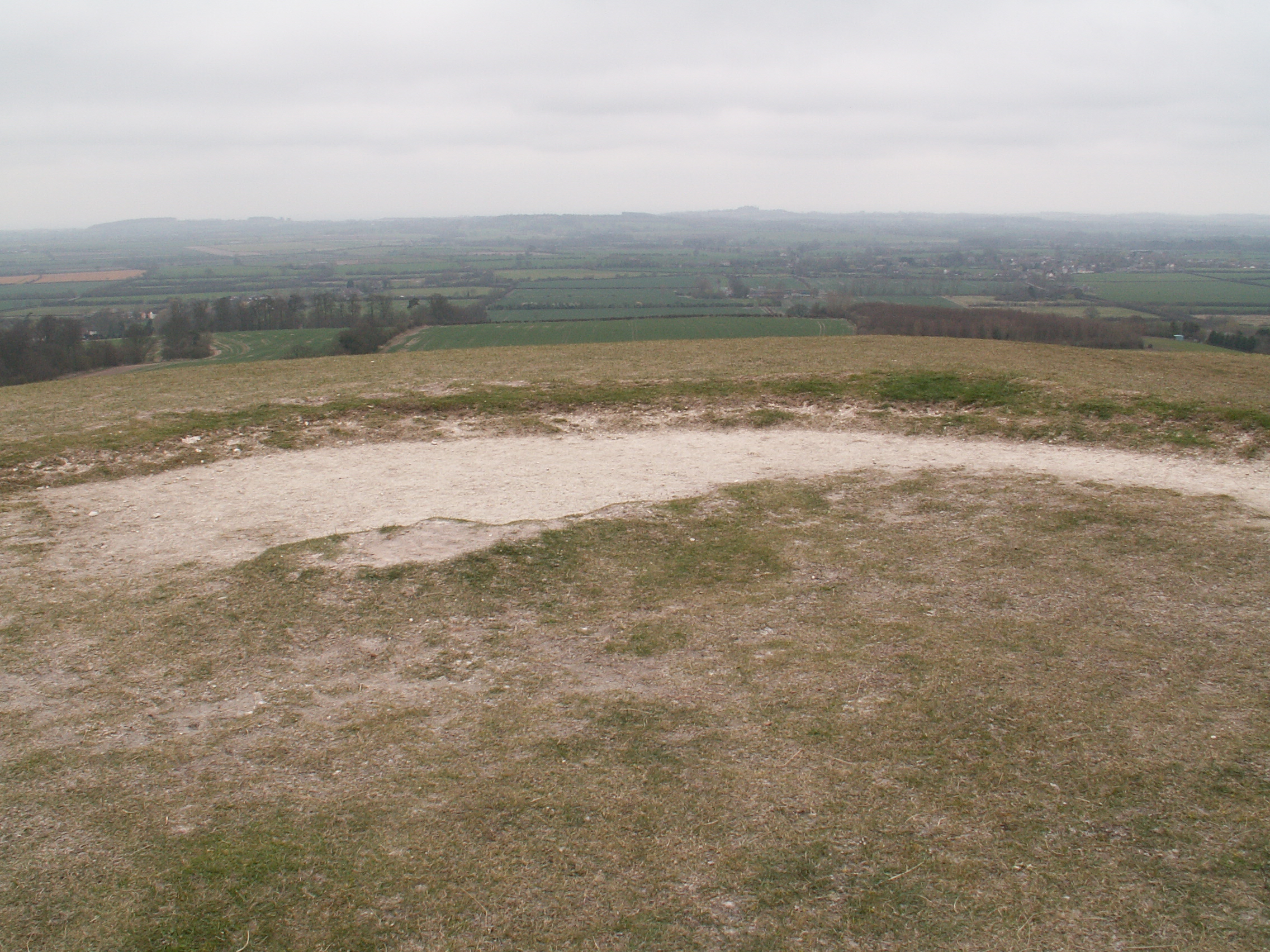